# Erscheinungsformen der Seele
Erscheinungsformen der Seele ist der Titel der Buchausgabe des Gesamtwerkes des Neurologen und Psychiaters Oskar Kohnstamm. Es wurde zehn Jahre nach seinem Tod von seiner Familie in München im Jahr 1927 herausgebracht.

## Vorwort
Eine der Besonderheiten an diesem Werk ist, dass es fast 30 Seiten Vorwort enthält – verfasst von drei guten Freunden Oskar Kohnstamms: G. R. Heyer, Rudolf Laudenheimer und Karl Wolfskehl. Laudenheimer schreibt in seinem Vorwort:
„Bald ergab sich aus dem Bedürfnis nach methodischer Beobachtung und Behandlung, dass einzelne Patienten zunächst ins eigene Haus des Arztes, später in einer gemieteten Pension untergebracht wurden. Dann entstand ein Kurhotel unter Kohnstamms ärztlicher Leitung, und aus diesen Anfängen erwuchs organisch und notwendig ein eigenes Sanatorium, in dem nur noch die rein ärztlichen und klinischen Gesichtspunkte maßgebend waren. Ein Brief aus jener Zeit, in dem Oskar Kohnstamm mir scherzend berichtet, wie am Saume des Waldes, im Angesicht seiner geliebten Schloßruine, ‚das Sanatorium seiner Laune‘ aufgerichtet werde, gibt die glückliche Stimmung wieder, in die ihn die Aussicht versetzt, endlich von allen außerärztlichen Hemmungen gelöst, seine Ideale von körperlich-seelischer Krankenbehandlung zu verwirklichen.“

## Auszug aus den Thesen zur Kunsttheorie
„In irgendeiner unfassbaren Weise ist das Einzelwesen Organ der Gesamtheit.(…) Als Organ des Gemeinschaftslebens kennen wir bei ihm (dem Menschen) vor allem die Sprache, deren schriftlicher Niederschlag zum Mittel der Tradition wird, um Gegenwart, Zukunft und Vergangenheit zusammenzuschließen. Neben der z w e c k h a f t e n, die in der Wissenschaft gipfelt, gibt es eine a u s d r u c k s m ä ß i g e Tradition, die Kunst, in welcher der Künstler verantwortlich der Ewigkeit gegenübertritt ‚Das Echte bleibt der Nachwelt unverloren.‘
Diese Verantwortlichkeit als determinierende Tendenz ist die sittliche Forderung für die Ausdruckstätigkeit des Künstlers (…). Die Kunst als Ausdruckstätigkeit und als Bindemittel der Gemeinschaft hat auch folgendes mit der körperlichen Ausdruckstätigkeit gemein: Ähnlich wie ein einheitlicher Affekt zum Ausdruck und Miterleben desselben gefühlsmäßigen Antriebes zwingt und dadurch eine expressive Einheit des Organismus – wie in einem Orchester – herstellt, so binden die, durch künstlerische Ausdruckstätigkeit ausgelösten Gefühle die menschliche Gesellschaft zu einem Organismus höherer Ordnung zusammen“. (Aus: „Inwieweit gibt es einen freien Willen für die ärztliche und erziehliche Willensbeeinflussung“; ebd., S. 198, S. 574: beruhend auf einem Artikel von 1914 S. 198)

## Rezension
Walther Amelung schreibt zum Werk „Erscheinungsformen der Seele“: „Seit Anfang dieses Jahrhunderts, zuletzt mit Max Friedemann, standen im Vordergrund der Untersuchungen psychologische und psychopathologische Probleme, so unter anderem ‚Pathogenese und Psychotherapie der Basedow-Erkrankung mit Kritik der psychoanalytischen Forschungsrichtung‘. ‚Hypnotische Behandlung von Menstruationsstörungen‘, ‚Diskussion der Freud’schen Psychoanalyse‘, Arbeiten über Ausdruckslehre. In etwa 150 Seiten stellte K. zuletzt dar ‚Die Lehre von der hypnotischen Selbstbesinnung und vom tiefsten Unterbewußtsein‘.
Wesentlich aus den Erfahrungen großer praktischer Untersuchungen seiner Patienten setzte Kohnstamm sich mit der Freud’schen Psychoanalyse auseinander. Sie erschien ihm zu einfach, zu intellektuell. Gegen die ‚Triebmathematik‘ und ‚Sexualdemokratie‘ Freuds protestierte der Ethiker. Er wollte aus den natürlichen seelischen Kräften des Menschen heilen, auch unter ‚Appellierung‘ an das ‚Gesundheitsgewissen‘ des Patienten (vgl. auch Heyer).
In der heutigen Psychiatrie, bzw. Psychotherapie scheint der Namen Kohnstamm vergessen. Nur in größeren Werken wie J.H. Schultz ‚Seelische Krankenbehandlung‘, 1920, K. Jaspers ‚Allgemeine Psychopathologie‘, 1946, und besonders in den Beiträgen von B. Stokvis ‚Suggestion‘ und von K. Häfner ‚Das Gewissen der Neurose‘ im ‚Handbuch der Neurosenlehre und Psychotherapie‘, 1959, Urban und Schwarzenberg, München, finden sich kurze Hinweise auf die Forschungsergebnisse Kohnstamms.“ (Seite 142 f.)

## Rezeption
Mit den Schriften Kohnstamms zu Fragen der Willensfreiheit und der hypnotischen Methode beschäftigte sich Katharina Kippenberg intensiv und tauschte sich zwischen 1917 und 1919 mit Johannes R. Becher und Rainer Maria Rilke darüber aus.